# Ahmadou Kourouma
Ahmadou Kourouma (24. listopadu 1927, Boundiali, Francouzská západní Afrika – 11. prosince 2003, Lyon, Francie) byl frankofonní spisovatel z Pobřeží slonoviny. Jeho romány mají africké náměty, jsou společensko-politickou satirou afrických poměrů. Za celoživotní dílo dostal Cenu Jeana Giona.

## Život
Ahmadou Kourouma se narodil ve vesnici poblíž městečka Boundiali v dnešním Pobřeží slonoviny. Pocházel z etnika Malinké, jeho otec byl lovec, vychovával ho strýc. Po dokončení základní školy v Boundiali a Korhogu, nastoupil na střední technickou školu v Bamaku (dnes hlavní město Mali). Ze školy byl však vyhozen pro aktivní účast na studentských nepokojích v roce 1949. Ihned musel narukovat do francouzské armády a mezi lety 1950–1954 se účastnil války v Indočíně. Pak jel do Francie, kde studoval na univerzitě v Paříži a v Lyonu. V roce 1960 se Kourouma vrátil do Pobřeží slonoviny, které získalo nezávislost. Rychle se však stal nepohodlným režimu prezidenta Félixe Houphoueta-Boignyho. Po krátkém uvěznění odešel Kourouma do exilu, kromě pobytu ve Francii, strávil několik let i v Alžírsku (1964–1969), Kamerunu (1974–1984) a Togu (1984–1994).
V polovině 90. let se vrátil do Pobřeží slonoviny. Když zde ale v roce 2002 propukla občanská válka, postavil se Kourouma proti válce i konceptu cotedivoranského nacionalismu, a byl obviněn prezidentem Laurentem Gbagbo z podpory rebelů ze severu země.
Kourouma umírá na konci roku 2003 ve francouzském Lyonu.

## Dílo
Kourouma zaujal již svou prvotinou Slunce nezávislosti (Les soleils des indépendances) z roku 1968, která reflektuje dobu afrického kolonialismu, získávání nezávislosti a těžkostí nových států inklinující k vládě jedné strany.
Druhým, a pravděpodobně nejoceňovanějším, Kouroumovým románem je Až bude volit divá zvěř (En attendant le vote des bêtes sauvages) z roku 1998, který vyšel v roce i v českém překladu v roce 2004. Jedná se o satiru afrického postkolonialsmu. Ve formě očistné řeči (tradičního rituálu) je zde vylíčena životní a politická cesta jednoho afrického diktátora (předlohou je Gnassingbé Eyadéma, prezident Toga. Ve zkratce jsou zde popsány i jiné africké režimy a jejich představitelé, i když se skrývají pod fiktivními (magickými) jmény. Kourouma byl za román oceněn Cenou Inter.
V roce 2000 pak napsal třetí román, Alláh není povinen (Allah n'est pas obligé), který vyšel v českém překladu v roce 2003 a Kourouma při té příležitosti navštívil Českou republiku. Jedná se o vyprávění sirotka, dětského vojáka, který prošel konflikty v Libérii a Sieře Leone. Český literární časopis A2 zařadil tento román mezi nejlepší světové prózy po roce 2000.
Kouroumova díla jsou zajímavá svými netradičními, a přitom vysoce aktuálními, náměty, které jsou zpracovány autenticky, a inspirací v africké kultuře, mýtech a tradičních ústních formách. Zaujmou i lingvisticky, neboť Kourouma zavádí řadu neologismů odpovídající slovům v jazyce Malinků.

## Seznam děl
- Les soleils des indépendances, 1968
- Le diseur de vérité, 1972
- Monnè, 1990
- En attendant le vote des bêtes sauvages, 1998 (česky Až bude volit divá zvěř, 2004, překlad Jana Karfíková, ISBN 80-7272-002-3)
- Yacouba, chasseur africain, 1998
- Allah n'est pas obligé, 2000 (česky Alláh není povinen, 2003, překlad Petr Komers, ISBN 80-204-1011-2)